# Kerstin Kempker

Kerstin Kempker (2018)

Kerstin Kempker (* 1958 in Wuppertal) ist eine deutsche Schriftstellerin.

## Leben
Kerstin Kempker absolvierte eine kaufmännische Lehre, studierte einige Semester Medizin und Sinologie und machte ihr Diplom in Sozialarbeit. Seit 2002 veröffentlicht sie Romane, Erzählungen und Kurzprosa. Sie lebt in Berlin.
1996 bis 2001 leitete Kerstin Kempker das Berliner Weglaufhaus, eine Kriseneinrichtung für wohnungslose Psychiatriebetroffene, und veröffentlichte Fachbücher. 2000 erschien ihr autobiographisches Buch Mitgift – Notizen vom Verschwinden. Bis 2004 arbeitete Kerstin Kempker als Projektkoordinatorin (u. a. 2003–2004 beim Aktionsprogramm der Europäischen Union zur Bekämpfung von Diskriminierungen).

## Literarische Werke
Die Texte Kerstin Kempkers, in einer ebenso poetischen wie präzisen Sprache abgefasst, umkreisen die Grenzen von Kommunikation und Bewusstsein und variieren vielschichtig Themen wie Eigensinn und Befremden. Der 2007 im Klagenfurter Kitab-Verlag erschienene Roman Die Betrogenen beschreibt das Fremdbleiben in einer Beziehung und das Glück des Verschwindens. 2012 erschien Das wird ein Fest im Verlag Nimbus. Kunst und Bücher, Wädenswil. Ein junger Mann ruft darin „Ich bin ein Roman“ und stirbt, ein Spiegel am Berg lenkt die Sonne ins Dorf, ein Erzähler hockt auf dem Balkon und baut aus Satz und Spiegel ein Leben. 2014 erschien ihr Roman Die Erfüllung der Wünsche. Eine Übung, in dem eine Revolte im Krankenhaus durchgespielt wird. Die Kurzprosa Nur die Knochen bitte. Eine Übergabe (2015), illustriert von Paula Kempker, ist in der Pfalz situiert und folgt der einfachen Regel: Wer Ich sagt, ist tot. Im Roman Bruderherz. Ein Flimmern (2017) imaginiert die Erzählerin in einer Nacht in New York ihren Bruder herbei. Der Roman Frau im Konjunktiv. Eine Auswilderung (2024) erschien im Verlag Matthes & Seitz Berlin. In einer Winternacht an der Ostsee befragt eine Frau, verteilt auf vier Stimmen, ihr Leben. Der Boden gerät ins Wanken.

## Preise und Auszeichnungen
Kerstin Kempker wurde mit dem Harder Literaturpreis (2003) und dem Jurypreis des „Münchner Kurzgeschichten-Wettbewerbs“ (2009) ausgezeichnet. Neben Werkstipendien des Deutschen Literaturfonds (2007, 2013, 2017, 2021) und einem Arbeitsstipendium des Berliner Senats (2019) erhielt sie Stipendien der Sylt Foundation (2005), der Schweizer Stadtmühle Willisau (2008) sowie der Künstlerhäuser Schloss Wiepersdorf (2009) und Edenkoben (2012). 2014 wurde Kerstin Kempker vom Deutschen Literaturfonds e.V. mit dem New-York-Stipendium ausgezeichnet, die Laudatio hielt Burkhard Müller.

## Werkliste
- Frau im Konjunktiv. Eine Auswilderung. Roman. Matthes & Seitz, Berlin 2024. ISBN 978-3-7518-0969-6
- Bruderherz. Ein Flimmern. Roman. Nimbus. Kunst und Bücher, Wädenswil 2017. ISBN 978-3-03850-036-0
- Nur die Knochen bitte. Eine Übergabe. Kurzprosa. Nimbus. Kunst und Bücher, Wädenswil 2015. ISBN 978-3-03850-016-2
- Die Erfüllung der Wünsche. Eine Übung. Roman. Nimbus. Kunst und Bücher, Wädenswil 2014. ISBN 978-3-907142-92-9
- Das wird ein Fest. Roman. Nimbus. Kunst und Bücher, Wädenswil 2012. ISBN 978-3-907142-77-6
- Die Betrogenen. Roman. Kitab, Klagenfurt/Wien 2007. ISBN 978-3-902005-81-6
- Mitgift – Notizen vom Verschwinden. Antipsychiatrieverlag, Berlin 2000. ISBN 978-3-925931-15-4. E-Book-Ausgabe 2016. ISBN 978-3-925931-65-9
- Flucht in die Wirklichkeit – Das Berliner Weglaufhaus (Hrsg.). Antipsychiatrieverlag, Berlin 1996. ISBN 978-3-925931-13-0
- Statt Psychiatrie (Hrsg. gemeinsam mit Peter Lehmann). Antipsychiatrieverlag, Berlin 1993. ISBN 3-925931-07-4
- Teure Verständnislosigkeit – Die Sprache der Verrücktheit und die Entgegnung der Psychiatrie. Antipsychiatrieverlag, Berlin 1991. ISBN 978-3-925931-04-8